# تیلوسور
تایلُسائورُس (نام علمی: Tylosaurus) نام یک سرده از تیره موساسوریان است.
تایلُسائورُس، دومین موساسوریان بزرگ بعد از موساسور بوده است. او همچنین با طول ۱۲ متر و وزنی بیشتر از ۸ تن، یکی از بزرگترین و درنده ترین گوشتخواران تاریخ است.